# Ivo Ulich
Ivo Ulich, češki nogometaš, * 5. september 1974, Opočno, Češkoslovaška.
Za češko reprezentanco je odigral 8 uradnih tekem in dosegel en gol.